# Euproctis actor
Euproctis actor är en fjärilsart som beskrevs av Turner 1920. Euproctis actor ingår i släktet Euproctis och familjen tofsspinnare. Inga underarter finns listade i Catalogue of Life.